# Henrik Tuma
Henrik Tuma, slovenski odvetnik, politik, publicist, planinec in jezikoslovec, * 9. julij 1858, Ljubljana, † 10. april 1935, Ljubljana.

## Življenje
Henrik Tuma se je rodil 9. julija 1858 v Ljubljani v Krakovem. Oče Matej Tuma (1814–1892) je bil čevljarski mojster, ki je prišel leta 1836 iz Prage v Ljubljano, mati Marija Ana Vidic (1819–1898) je bila doma iz revne kmečke družine na Polici pri Grosupljem. Zakonca sta se poročila leta 1850, v zakonu se jima je rodilo osem otrok.

### Izobraževanje in služba
Henrik se je rodil kot peti otrok. Leta 1864 je začel v Ljubljani obiskovati šentjakobsko šolo. Po končani petrazredni osnovni šoli se je jeseni leta 1869 vpisal na gimnazijo. V šestem razredu gimnazije je na koncu šolskega leta 1875 prišel v spor s profesorjem verouka in dobil pri njem negativno oceno. Prisiljen je bil prepisati se na učiteljišče, kjer je leta 1876 opravil enoletni učiteljski tečaj in bil oktobra istega leta imenovan za provizoričnega podučitelja na glavni šoli v Postojni.
Zaradi svobodomiselnih nazorov je bil aprila 1879 odpuščen, na srečo je takoj dobil službo domačega učitelja pri premožni postojnski hotelirski družini. Oktobra 1880 je odšel v Trst, da se ob skromni službi pripravi za gimnazijsko maturo. Opravil jo je leta 1881 s prav dobrim uspehom in oktobra istega leta odšel študirat pravo na dunajsko univerzo. Odločil se je za pravo, čeprav piše, da sta bili njegova ljubezen zgodovina in jezikoslovje. Dobil je Knafljevo štipendijo in si v času študija pomagal kot domači učitelj pri premožnih avstrijskih in madžarskih družinah. Opravil je prvi rigoroz in se po štirih letih vrnil v rodno Ljubljano. Oktobra 1886 je na Dunaju opravil tretji in zadnji državni izpit in v Ljubljani vstopil v službo kot odvetniški pripravnik. Leto dni kasneje se je ponovno namenil v Trst, kot sam piše »s trebuhom za kruhom«, in dobil kot odvetniški kandidat službo pripravnika pri deželnem sodišču. Med službovanjem v Trstu je v letu 1888 na Dunaju opravil najprej drugi in nato še tretji, zadnji rigoroz. Promoviral je leta 1888, potem ko je dopolnil 30 let.

### Sodništvo in poroka v Tolminu
Na tržaškem sodišču je vseskozi z odločnostjo in vsej italijanski praksi navkljub uradoval izključno v slovenskem jeziku. Leta 1889 je opravil sodniški izpit in bil septembra 1890 imenovan za sodnika v Tolminu. Kmalu po prihodu je tu spoznal svojo bodočo ženo Marijo Gianola (1877–1928), rojeno v Egiptu očetu Luigiju Gianola, iz švicarskega Chiassa, in materi Avgustini Gabršček, Podšolarjevi iz Tolmina. Poročila sta se leta 1894 v Tolminu. Henrik je soprogo Marijo vse življenje zelo cenil, kar se lepo odseva iz 490 ohranjenih pisem, ki sta si jih zakonca pisala od leta 1893 do leta 1924. Rodilo se jima je deset otrok.

### Odvetniško, gospodarsko in politično delovanje v Gorici
Henrik Tuma se je leta 1897 po desetih letih sodne prakse in letu dni odvetniške prakse upokojil in nato tri leta delal kot odvetniški pripravnik. Opravil je odvetniški izpit in 1. januarja 1901 v Gorici odprl svojo odvetniško pisarno. Kljub obilnemu strokovnemu delu je največ časa posvetil javnemu, političnemu in gospodarskemu delovanju. To so bila leta, ko se je razdajal svoji ljubi Goriški, pri tem pa rad poudarjal, da ni politik, ampak predvsem učitelj.
Večino svojega življenja je preživel na Primorskem, najdalj časa v Gorici v delu mesta, ki je danes v Italiji. Tam si je ustvaril ime, premoženje in družino, tam ga je doletela prva svetovna vojna. V vojni vihri je izgubil skoraj vse svoje premoženje. Po koncu vojne je zaprosil za italijansko državljanstvo, da bi bil upravičen do vojne odškodnine (za tri porušene hiše in eno pol porušeno, za uničeno precej bogato hišno opravo in pisarno), vendar je Italija zaradi njegovega proslovenskega političnega delovanja prošnjo zavrnila. Henrik Tuma končuje svojo knjigo »Iz mojega življenja« tako-le: »Tako sem moral zapustiti ljube mi goriške kraje. Bil sem na Primorskem, ako štejem leta učiteljevanja v Postojni in se ne oziram na leta študij, od leta 1876 do 1924, torej oseminštirideset let. In vendar sem moral od tam, proglašen za tujca, in kot tujec sem se vrnil v svoje rodno mesto Ljubljano«. V Ljubljano se je vrnil, star 66 let, odprl odvetniško pisarno in v njej delal do svoje smrti.
Tumov vstop v javno življenje se je v večjem obsegu začel leta 1895, ko je bil izvoljen za goriškega deželnega poslanca. Postal je ugleden goriški politik, posvečal se je predvsem gospodarski organizaciji Slovencev na Goriškem. Leta 1897 je intenzivno sodeloval pri ustanovitvi Trgovsko-obrtne zadruge in pri delu prvega slovenskega denarnega zavoda v Gorici - Goriške ljudske posojilnice, ustanovljena leta 1883. Politično je sodeloval pri ustanavljanju narodnonapredne stranke in pri snovanju celotne gospodarske in kulturnoprosvetne organiziranosti liberalnega tabora na Goriškem. Leta 1902 je bil ponovno izvoljen za deželnega poslanca na listi narodnonapredne stranke, kjer je ostal do oktobra 1907. V tem času je deloval kot publicist in samostojna politična osebnost, ki ji je formalni okvir dajala funkcija deželnega poslanca, vendar pa je posegel v ves slovenski prostor. Sočasno se je začel oddaljevati liberalni stranki.
Po koncu svojega poslanskega mandata se je leta 1908 formalno odločil za prestop v socialdemokratsko stranko. Njegov pristop k socialistom je vzbudil veliko pozornost in močno odmeval v slovenski javnosti. Svoje poglede na jugoslovansko vprašanje je leta 1907 predstavil v knjižici »Jugoslovanska ideja in Slovenci«. Vodil je slovensko pokrajinsko organizacijo Jugoslovanske socialdemokratske stranke (JSDS) na Goriškem in leta 1913 prevzel še uredništvo socialistične revije Naši zapiski. Tu je objavljal prispevke o aktualnih političnih vprašanjih, o socializmu, sociologiji, etiki, verstvu, filozofiji, seksualnih vprašanjih, tako da si je že tedaj prislužil vzdevek polihistorja. Za mednarodno socialistično konferenco v Stockholmu je pripravil posebno spomenico.
Po italijanski zasedbi Slovenskega Primorja se je opredelil kot levi socialist in v tem duhu po Primorski prirejal zborovanja. Še pred razkolom italijanske socialistične in po ustanovitvi italijanske komunistične stranke se je odtegnil socialističnemu gibanju in do svojega odhoda v Ljubljano deloval kot zunajstrankarski politik. Leta življenja v Ljubljani (1924–1935) je izpolnil z odvetniškim delom, sodelovanjem v delu raznih društev in organizacij ter s publicistiko in predavanji. Posebno je bil aktiven v Slovenskem planinskem društvu, vodil je propagandni odbor in se udeleževal dejavnosti v Alpinističnem klubu Skala. Najobširneje je njegovo planinstvo opisal Tone Strojin v knjižici »Dr. Henrik Tuma, veliki slovenski alpinist, publicist in politik«, Ljubljana 1976. Tuma si je dopisoval z mnogimi znanimi politiki in planinci tistega časa. Pisal je v italijanskem, nemškem, francoskem, ruskem, srbskem, češkem in bolgarskem jeziku, 1153 njegovih pisem je izšlo v zajetni knjigi, kar nekaj jih še čaka na objavo. Zelo veliko je predaval o zgodovini, pedagogiki, literaturi, jezikoslovju. Strankarsko se ni več udejstvoval, a je vendar njegovo sodelovanje v socialističnem tisku izkazovalo držo neodvisnega socialista. Kot odvetnik je leta 1924 uspešno zagovarjal mlade slovenske komuniste, ki so razbili zbor Orjune v Trbovljah. Odmevno je bilo njegovo sodelovanje v Parizu na kongresu mednarodne zveze odvetnikov leta 1930 in njegovo delovanje v imenu jugoslovanskih planincev na petem kongresu mednarodne zveze planinskih društev v švicarski Pontresini leta 1934.
Dušan Kermavner je leta 1982 o Tumi napisal obširno biografijo v Slovenskem biografskem leksikonu, Branko Marušič pa leta 1990 v Primorskem slovenskem biografskem leksikonu. Sicer so pa o njemu pisali mnogi zgodovinarji, na primer Franc Rozman in Janko Prunk v tujejezičnih objavah, Avstrijci, na primer Unfried, v Arhivu dunajskega društva za zgodovino delavskega gibanja in jugoslovanski zgodovinarji, na primer Vlado Strugar v delu Jugoslovenske socialdemokratske stranke, poglavje »Tumino shvatanje nacionalnog pitanja«, Zagreb 1963. 
Obsežna knjižnica, korespondenca in druga dokumentacija, ki še ni vsa strokovno obdelana, je shranjena v Znanstvenoraziskovalnem centru v Novi Gorici pod okriljem Slovenske akademije znanosti in umetnosti. V mestu ima doprsni kip, po njem se v Novi Gorici, v italijanski Gorici in v nekaterih drugih mestih imenuje ulica, v Tolminu drevored. V južnoameriških Andih so leta 1952 argentinski Slovenci kot prvopristopniki poimenovali po njem še neimenovano goro Torre Tuma, 2550 m, na najvišjem primorskem hribu so pa planinci leta 1957 postavili planinsko kočo in jo poimenovali: Tumova koča na Slavniku, 1028 m. V Ljubljani obstoja od leta 1995 naprej gorniški klub »Dr. Henrik Tuma«. 
Za življenja Henrika Tuma sta izšli dve njegovi knjigi, veliko več jih je izšlo po letu 1935, po njegovi smrti:
- Imenoslovje Julijskih Alp, Ljubljana 1929
- Pomen in razvoj alpinizma, Ljubljana 1930
- Iz mojega življenja, spomini, misli in izpovedi, Ljubljana 1937 (Dopolnitve urednika Dušana Kermavnerja)
- Izza velike vojne, Nova Gorica 1994 (Spremna beseda Branka Marušiča)
- Dalla mia vita, ricordi, pensieri e confessioni, Trst 1994 (Prevod knjige »Iz mojega življenje« v italijanščino. Uvod Angelo Ara)
- Pisma, osebnosti in dogodki (1893–1935), Trst 1994 (Zbral in uredil Branko Marušič)
- Iz mojega življenja, spomini, misli in izpovedi, ponatis, Ljubljana 1997 (Dopolnitve urednikov Dušana Kermavnerja in Branka Marušiča)
- Imenoslovje Julijskih Alp, ponatis, Ljubljana 2000
- Planinski spisi, Ljubljana 2000 (Zbral in uredil Vladimir Habjan)

Henrik Tuma je s svojim življenjem in delom zapustil sledove v slovenski javnosti. Bil je izredno močan značaj, za svojo številno družino klasični »pater familias«, za večino svoje okolice nad vse spoštovan sogovornik. V svojem času je bil uspešen pravnik, finančno dobro stoječ odvetnik, ki je zaposloval večje število pravnikov. Njegov trajni prispevek k zgodovini slovenskega naroda pa je predvsem na političnem, družboslovnem, planinskem in jezikovnem področju.

## Naslavljanja
- Tumova koča na Slavniku
- Tumov drevored: Tolmin
- Tumova ulica (via Henrik Tuma): Gorica
- Tumova ulica: Koper, Kozina, Nova Gorica, Škofja vas
- Gorniški klub »Dr. Henrik Tuma«